# Ape
Ape ( výslovnost) je město na severovýchodě Lotyšska v historickém regionu Vidzeme, ležící 2 km od hranic s Estonskem. Nachází se 28 km od Alūksne a 178 km od Rigy.

Jde o jedno z nejmenších lotyšských měst vůbec – v roce 2010 zde žilo 1 083 obyvatel.